# Campionati italiani di triathlon del 1996
I Campionati italiani di triathlon del 1996 (VIII edizione) sono stati organizzati dalla Federazione Italiana Triathlon e si sono tenuti a Andora in Liguria, in data 9 giugno 1996.
Tra gli uomini ha vinto per la seconda volta consecutiva Fabrizio Ferraresi (Triathlon Team Arona), mentre la gara femminile è andata a Manuela Ianesi (Läufer Club Bozen).

## Risultati

### Élite uomini
| Pos. | Atleta                | Società sportiva       | Nuoto    | Bici     | Corsa    | Totale   |
| ---- | --------------------- | ---------------------- | -------- | -------- | -------- | -------- |
|      | Fabrizio Ferraresi    | Triathlon Team Arona   | 00:19:59 | 01:04:08 | 00:35:40 | 01:59:47 |
|      | Matteo Mormorunni     | Toscana Triathlon Team | 00:20:47 | 01:04:46 | 00:35:05 | 02:00:38 |
|      | Gianfranco Mione      | Torino Triathlon       | 00:20:34 | 01:07:19 | 00:33:16 | 02:01:09 |
| 4    | Maurizio De Benedetti | Torino Triathlon       | 00:19:29 | 01:04:41 | 00:37:25 | 02:01:35 |
| 5    | Gianpietro De Faveri  | Silca Ultralite        | 00:19:35 | 01:07:25 | 00:35:56 | 02:02:56 |
| 6    | Marco Materazzi       | Azzurra Plusport       | 00:22:14 | 01:05:47 | 00:35:35 | 02:03:36 |
| 7    | Stefano Belandi       | Fiamme Azzurre         | 00:19:32 | 01:08:34 | 00:35:53 | 02:03:59 |
| 8    | Andrea Palmieri       | Azzurra Plusport       | 00:22:16 | 01:06:20 | 00:35:36 | 02:04:12 |
| 9    | Klaus Runer           | Läufer Club Bozen      | 00:23:07 | 01:04:50 | 00:36:20 | 02:04:17 |
| 10   | Federico Girasole     | Arcoveggio             | 00:22:17 | 01:06:31 | 00:35:34 | 02:04:22 |
| 11   | Marco Marchese        | Happidea Triathlon     | 00:19:39 | 01:06:28 | 00:38:32 | 02:04:39 |
| 12   | Marino Rocca          | Arpica Triathlon       | 00:22:19 | 01:07:39 | 00:35:19 | 02:05:17 |
| 13   | Alessandro Bottoni    | Fiamme Azzurre         | 00:20:46 | 01:07:19 | 00:37:44 | 02:05:49 |
| 14   | Nicola Carpanese      | Fun Tri Team           | 00:23:51 | 01:05:48 | 00:36:24 | 02:06:03 |
| 15   | Andreas Casotti       | Läufer Club Bozen      | 00:22:44 | 01:07:03 | 00:36:23 | 02:06:10 |
| 16   | Giovanni Bertagnin    | Forze Armate Triathlon | 00:25:20 | 01:06:45 | 00:34:31 | 02:06:36 |
| 17   | Davide Maraja         | Forze Armate Triathlon | 00:21:01 | 01:08:12 | 00:37:38 | 02:06:51 |
| 18   | Stefano Biazzi        | Galileo Triathlon      | 00:22:22 | 01:09:43 | 00:35:01 | 02:07:06 |
| 19   | Marcello Bonini       | Galileo Triathlon      | 00:21:02 | 01:08:51 | 00:37:21 | 02:07:14 |
| 20   | Andrea Luberti        | Lazio Triathlon        | 00:23:18 | 01:06:44 | 00:37:25 | 02:07:27 |

### Élite donne
| Pos. | Atleta               | Società sportiva        | Nuoto    | Bici     | Corsa    | Totale   |
| ---- | -------------------- | ----------------------- | -------- | -------- | -------- | -------- |
|      | Manuela Ianesi       | Läufer Club Bozen       | 00:21:52 | 01:15:02 | 00:41:57 | 02:18:51 |
|      | Elena Mauri          | Triathlon Team Arona    | 00:23:15 | 01:16:17 | 00:40:34 | 02:20:06 |
|      | Mirella Gandellini   | Zeppelin Triathlon Team | 00:25:36 | 01:13:34 | 00:41:06 | 02:20:16 |
| 4    | Monica Bonfanti      | Anzio Triathlon         | 00:23:47 | 01:13:49 | 00:43:37 | 02:21:13 |
| 5    | Alma Chierici        | Galileo Triathlon       | 00:25:43 | 01:13:45 | 00:43:31 | 02:22:59 |
| 6    | Alessandra Gugliotta | Riviera Triathlon 1992  | 00:26:04 | 01:17:52 | 00:42:37 | 02:26:33 |
| 7    | Judith Nieder Wanger | Läufer Club Bozen       | 00:23:19 | 01:19:10 | 00:44:29 | 02:26:58 |
| 8    | Laura Berretta       | Galileo Triathlon       | 00:25:34 | 01:17:47 | 00:43:41 | 02:27:02 |
| 9    | Alessandra Brunelli  | Anzio Triathlon         | 00:26:02 | 01:19:29 | 00:42:34 | 02:28:05 |
| 10   | Adelaide Cappellini  | Zeppelin Triathlon Team | 00:22:34 | 01:23:11 | 00:43:56 | 02:29:41 |
| 11   | Alba Coccurello      | Nadir Palermo           | 00:29:40 | 01:21:17 | 00:41:58 | 02:32:55 |
| 12   | Monica Cibin         | Ronchiverdi Triathlon   | 00:23:50 | 01:26:09 | 00:46:07 | 02:36:06 |
| 13   | Elena Lomolino       | Pro Patria Milano       | 00:27:36 | 01:22:17 | 00:46:18 | 02:36:11 |
| 14   | Roberta Vezzani      | Galileo Triathlon       | 00:28:21 | 01:21:39 | 00:46:19 | 02:36:19 |
| 15   | Laura Mazzucco       | Triathlon Cuneo         | 00:27:42 | 01:23:03 | 00:45:46 | 02:36:31 |
| 16   | Daniela Ianesi       | Läufer Club Bozen       | 00:26:12 | 01:26:22 | 00:46:39 | 02:39:13 |
| 17   | Enrica Foglino       | Olimpic Valenza         | 00:31:39 | 01:23:06 | 00:46:27 | 02:41:12 |
| 18   | Cristina Fodella     | Torino Triathlon        | 00:34:55 | 01:23:00 | 00:48:38 | 02:46:33 |
| 19   | Ivana Bailo          | Riviera Triathlon 1992  | 00:30:07 | 01:27:20 | 00:50:18 | 02:47:45 |
| 20   | Silvia Boschero      | Athletic Team 87        | 00:36:31 | 01:25:02 | 00:49:35 | 02:51:08 |